# Cielętniki (gromada)
Cielętniki – dawna gromada, czyli najmniejsza jednostka podziału terytorialnego Polskiej Rzeczypospolitej Ludowej w latach 1954–1972.
Gromady, z gromadzkimi radami narodowymi (GRN) jako organami władzy najniższego stopnia na wsi, funkcjonowały od reformy reorganizującej administrację wiejską przeprowadzonej jesienią 1954 do momentu ich zniesienia z dniem 1 stycznia 1973, tym samym wypierając organizację gminną w latach 1954–1972.
Gromadę Cielętniki siedzibą GRN w Cielętnikach utworzono – jako jedną z 8759 gromad na obszarze Polski – w powiecie radomszczańskim w woj. łódzkim, na mocy uchwały nr 36/54 WRN w Łodzi z dnia 4 października 1954. W skład jednostki weszły obszary dotychczasowych gromad Cielętniki, Raczkowice (z wyłączeniem pustkowia Zalas-Biedy) i Sekursko (z wyłączeniem pustkowia Bugaj) ze zniesionej gminy Dąbrowa Zielona w tymże powiecie. Dla gromady ustalono 18 członków gromadzkiej rady narodowej.
1 stycznia 1959 z gromady Cielętniki wyłączono wieś Magdalenka i przysiółek Czech włączając je do gromady Żytno w tymże powiecie.
1 lipca 1968 gromadę zniesiono, a jej obszar włączono do gromad: Dąbrowa Zielona (wieś Cielętniki, gajówkę Brzozówki, przysiółek Ignaców oraz wieś i kolonię Raczkowice) i Żytno (wieś i PGR Sekursko, PGR Folwark oraz przysiółek Góry) w tymże powiecie.